# Дјуивил (Тексас)
Дјуивил (енгл. Deweyville) насељено је место без административног статуса у америчкој савезној држави Тексас.

## Демографија
По попису из 2010. године број становника је 1.023, што је 167 (-14,0%) становника мање него 2000. године.
| Група             | 2000.         | 2010.       |
| Белци             | 1.164 (97,8%) | 951 (93,0%) |
| Афроамериканци    | 0 (0,0%)      | 12 (1,2%)   |
| Азијати           | 2 (0,2%)      | 2 (0,2%)    |
| Хиспаноамериканци | 10 (0,8%)     | 18 (1,8%)   |
| Укупно            | 1.190         | 1.023       |